# Катран західний носатий
Катран західний носатий (Squalus nasutus) — акула з роду Катран родини Катранові.

## Опис
Загальна довжина досягає 59 см. Голова помірного розміру. Морда вузька й довга. звідси походить назва. Очі великі, розріз горизонтально-мигдалеподібний. Вторинні долі носових клапанів добре розвинені. Рот помірного розміру, зігнутий. Зуби однакової форми та розміру на обох щелепах. У неї 5 пар зябрових щілин. Тулуб дуже подовжений, стрункий, його ширина складає 9,4-11,4% довжини тіла. Шкіряна луска дрібна, розташована щільно. Осьовий скелет налічує 103–109 хребців. Грудні плавці широкі. Їх задній край короткий, 6,6-7,1% довжини тіла, слабко увігнутий. Має 2 спинних плавця з колючими шипами. Передній спинний плавець значно більше за задній. Перший розташовано позаду грудних плавців. Задній — ближче до хвостового плавця. Шип переднього плавця невеликий та тонкий. Шип заднього плавця нижче самого плавця та має товсту основу. Хвостовий плавець короткий та широкий, його край з глибоким вигином. Верхня лопать дуже розвинена на відміну від нижньої. Анальний плавець відсутній.
Забарвлення спини світло-сіре, черево має світліший, попелястий колір. Верхні кінчики спинних плавців темніше за спину. На верхній лопаті присутня темна пляма.

## Спосіб життя
Тримається на глибинах від 300 до 850 м, зазвичай — 300–400 м, на континентальному шельфі. Зустрічається переважно біля дна, де полює на здобич. Живиться дрібними ракоподібними, костистими рибами, кальмарами.
Статева зрілість настає при розмірі 46 см. Це яйцеживородна акула.
Біля узбережжя Австралії ведеться помірний вилов цієї акули. Вживається в соленому та копченому вигляді. Печінка багата на сквален.

## Розповсюдження
Мешкає північно-західніше Австралії.